# Hipparchia anaxarchus
Hipparchia anaxarchus är en fjärilsart som beskrevs av Hans Fruhstorfer 1909. Hipparchia anaxarchus ingår i släktet Hipparchia och familjen praktfjärilar. Inga underarter finns listade i Catalogue of Life.